# استیو دان
 استیو دان  (به انگلیسی: Steve Dunn) (زاده ۲۴ اکتبر ۱۹۵۷) داور سابق اهل انگلستان است.
وی داوری را از دهه ۱۹۸۰ شروع کرده و از سال ۱۹۹۷ تا ۲۰۰۲ میلادی در لیست داوران فیفا قرار داشته‌است.